# Port de Saint-Malo
 (janvier 2021).
Le port de Saint-Malo est un port de commerce situé en France et classé d'intérêt national. Au niveau de la région Bretagne, il se situe au 3e rang pour les marchandises (2,2 Mt en 2004) et au 1er rang pour les passagers (1,4 million de passagers en 2001). Au niveau national (hors outre-mer), il se situait en 2004 au 15e rang, à égalité à l'époque avec Brest, derrière Lorient 13e.
Il est la propriété du Conseil régional de Bretagne depuis le 1er janvier 2007.
Le port de Saint-Malo se décompose en 2 grandes zones distinctes :
- l'avant-port : zone sous influence de la marée qui accueille le trafic des ferries avec l'Angleterre et les îles Anglo-Normandes, les grands paquebots et le port de plaisance des Bas-Sablons,

- les bassins intérieurs à flot : au nombre de 4, ils accueillent le trafic marchandises hors ferries, l'activité réparation navale, la pêche, et la plaisance.

L'accès aux bassins intérieurs se fait par l'écluse du Naye qui peut accueillir des navires jusqu'à 150 m de longueur et 21 m de largeur avec un tirant d'eau de 9 m.
Edeis est le nouveau concessionnaire du port de Saint-Malo qui gère depuis le 1er janvier 2020 les trois concessions (commerce, pêche et la réparation navale) par voie de contrat de délégation de service public (DSP).
C'est aussi la 9e criée régionale et en même temps le plus grand port de plaisance de la côte de la Bretagne nord.
Il bénéficie par ailleurs d'équipements de réparation navale avec deux formes de radoub.

## Histoire

### L'ouverture sur Rennes
La proximité de la grande agglomération qu'est Rennes dynamise l'activité du port.
En 1832, l'ouverture, après 30 ans de travaux, du canal d'Ille et Rance permet d'intensifier les échanges commerciaux avec la capitale régionale. Mais la voie d'eau ne règnera pas longtemps, dès 1864 la Compagnie des chemins de fer de l'Ouest met en service la ligne ferroviaire Rennes - Saint-Malo. Le trafic fluvial perd alors du terrain face au rail plus souple. Le dernier chaland commercial s'effacera en 1960.

### Naissance du port actuel
Depuis toujours, un différend opposait les communes de Saint-Malo et Saint-Servan. Pour cette raison, trop longtemps Saint-Malo resta un port d'échouage. Les querelles apaisées, l'ouverture en 1932 des deux écluses du Naye permit la mise en eau profonde des bassins. Malheureusement, le 7 août 1944 lors des violents combats des derniers jours de l'occupation, les hommes du colonel von Aulock dynamitèrent les écluses. Une seule sera reconstruite, l'emplacement de l'autre servira de forme de radoub.

## Activité du port de commerce aujourd'hui

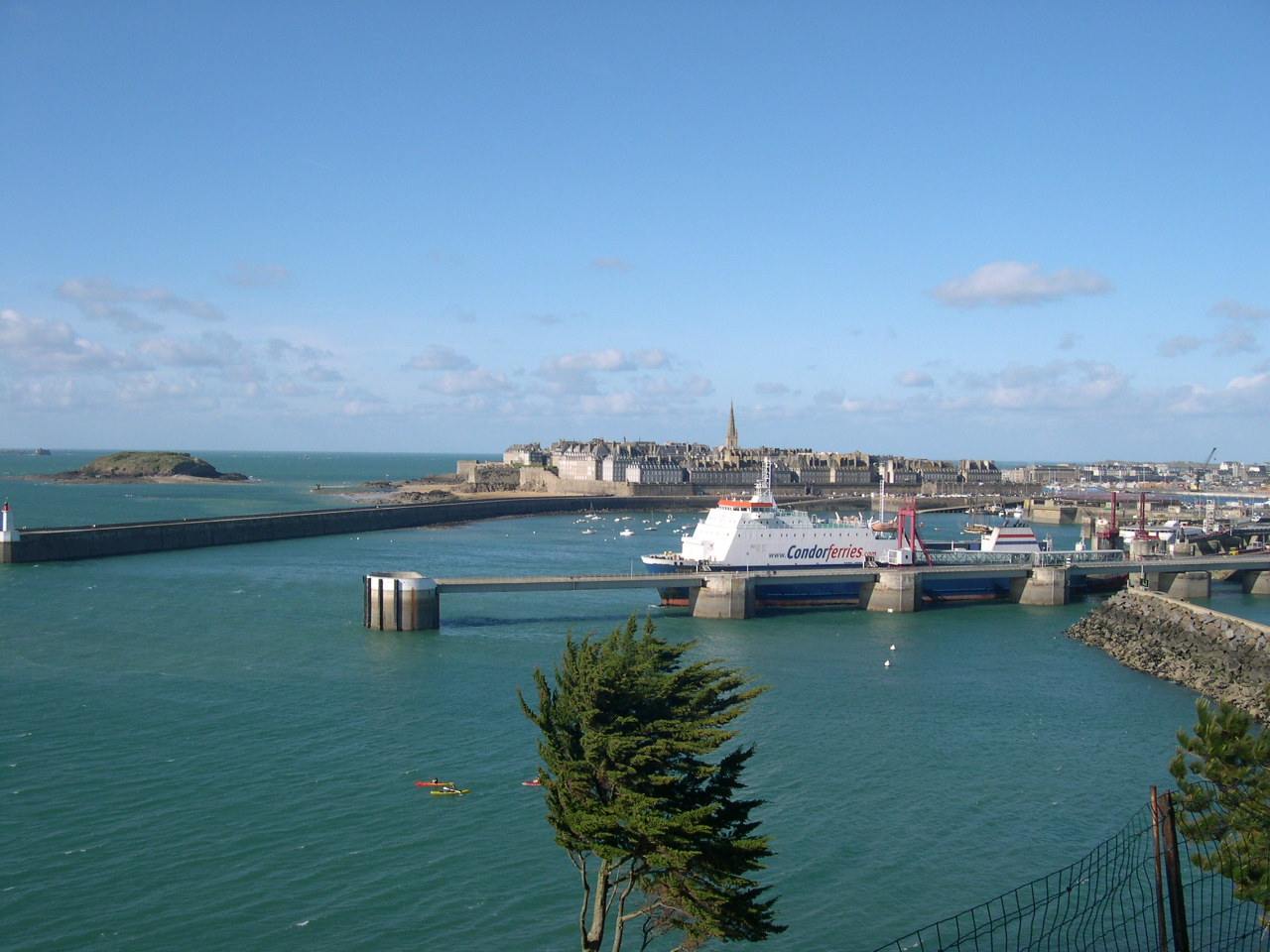
Terminal du Naye pour les ferries

Outre l'activité « ferries », traitée dans l'avant-port, il reçoit 2 à 3 cargos par jour. Ses installations comprennent 4 bassins dont les capacités d'accueil permettent de réceptionner des navires jusqu'à 15 000 tonnes, de dimensions maximales suivantes :
- longueur 150 m ;
- largeur 25 m ;
- tirant d'eau 9 m.

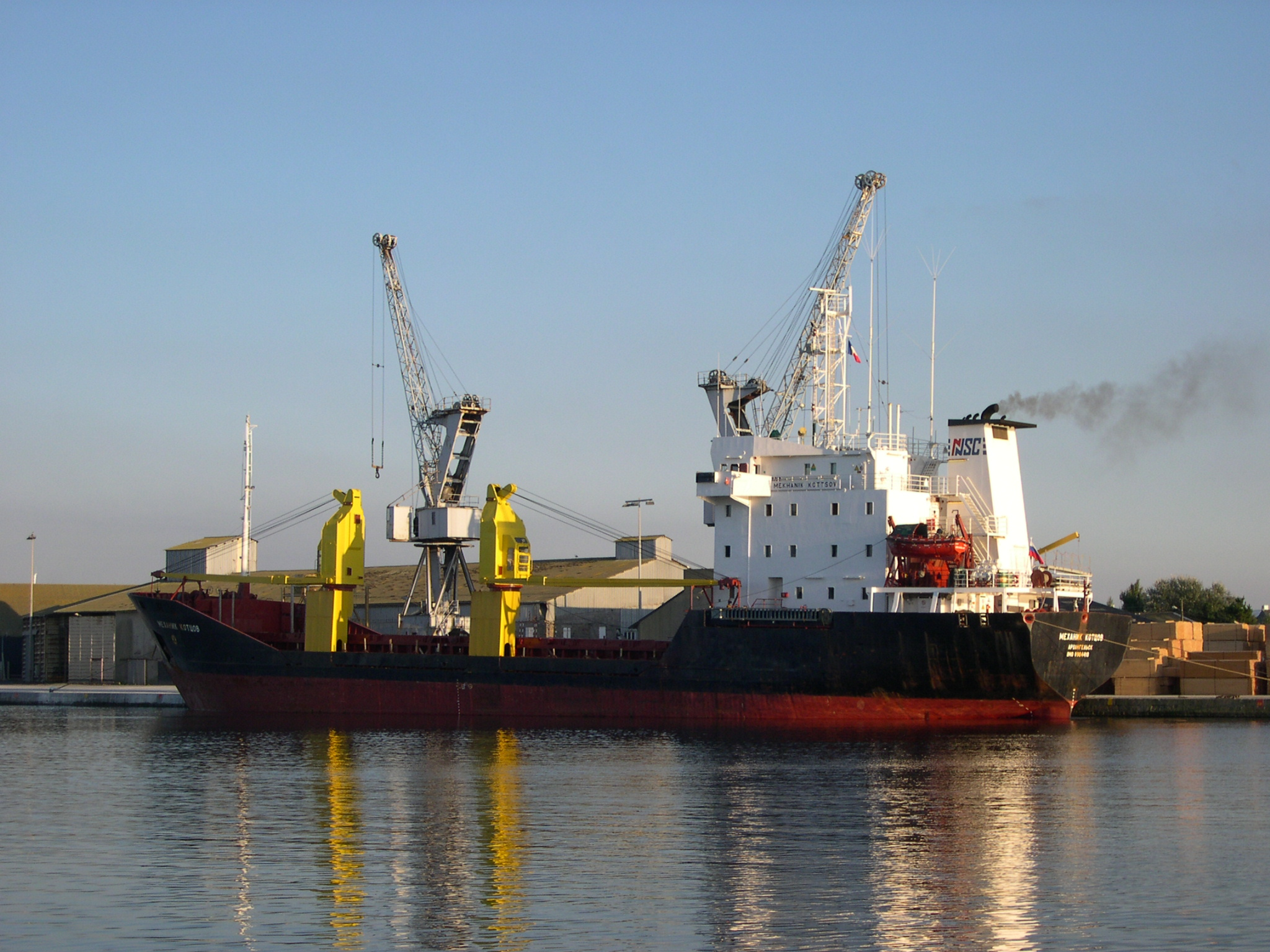
Caboteur à quai dans le bassin Duguay-Trouin

C'est principalement un port de cabotage échangeant sur de courtes distances, recevant ou expédiant des lots complets. Son activité porte sur 2,2 millions de tonnes (chiffres 2004) et 1 400 000 passagers (chiffres 2001) ; il s'agit principalement de voyageurs à destination du Royaume-Uni et des îles Anglo-Normandes.
- Trafic ferries : 570 000 tonnes, avec les îles Britanniques.

- Activité à l'importation : 900 000 tonnes d'engrais, 125 000 tonnes de bois, 125 000 tonnes de produits pétroliers, 50 000 tonnes de granit (1er port importateur)...

- Activité à l'exportation : ferrailles, engrais, bétail vivant...

Bien situé régionalement, sa vieille ville et son voisin normand le Mont Saint-Michel font aussi du port de Saint-Malo une escale prisée pour les paquebots de croisière.
L' accès au port intérieur est tributaire du rythme des marées dont le marnage peut atteindre 13,60 m (une des plus fortes amplitudes de toute l'Europe) et se fait par l'écluse du Naye qui peut accueillir des navires jusqu'à 150 m de longueur et 21 m de largeur avec un tirant d'eau de 9,00 m..
Le port est doté de quatre phares pour en faciliter l'accès : le phare de Rochebonne, le Phare du Grand Jardin en mer, le phare des Bas-Sablons et le phare de la Balue.

## Les ports de plaisance de Saint-Malo

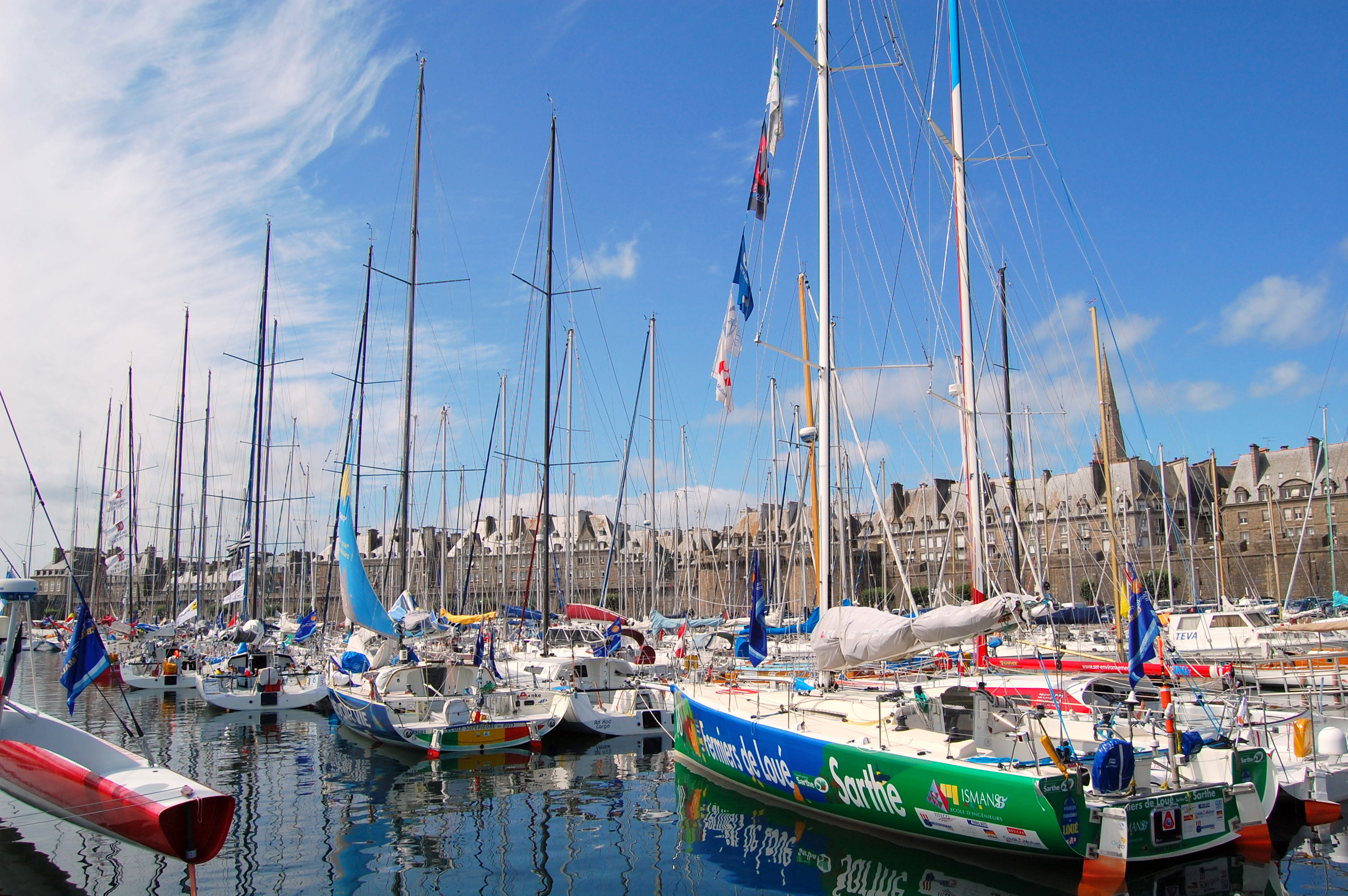
Port Vauban après l'arrivée de la Transat Québec Saint-Malo

Saint-Malo comporte deux ports de plaisance : le premier est situé dans le bassin Vauban sous les murs de la ville fortifiée tandis que le second fait partie du quartier de Saint-Servan.

### Port Vauban
Le port de plaisance situé à l'extrémité nord du bassin Vauban comporte 225 places sur 3 appontements dont 50 places pour les visiteurs. Le quai est du bassin Vauban est également utilisé pour accueillir des grandes unités. Les voiliers qui participent aux grandes courses au départ ou à l'arrivée à Saint-Malo (Route du Rhum, Transat Québec-Saint-Malo) se rassemblent dans le bassin Vauban. L'accès au bassin Vauban nécessite de passer par l'écluse qui ne devient accessible qu'à partir de la mi-marée.

### Le port des Sablons

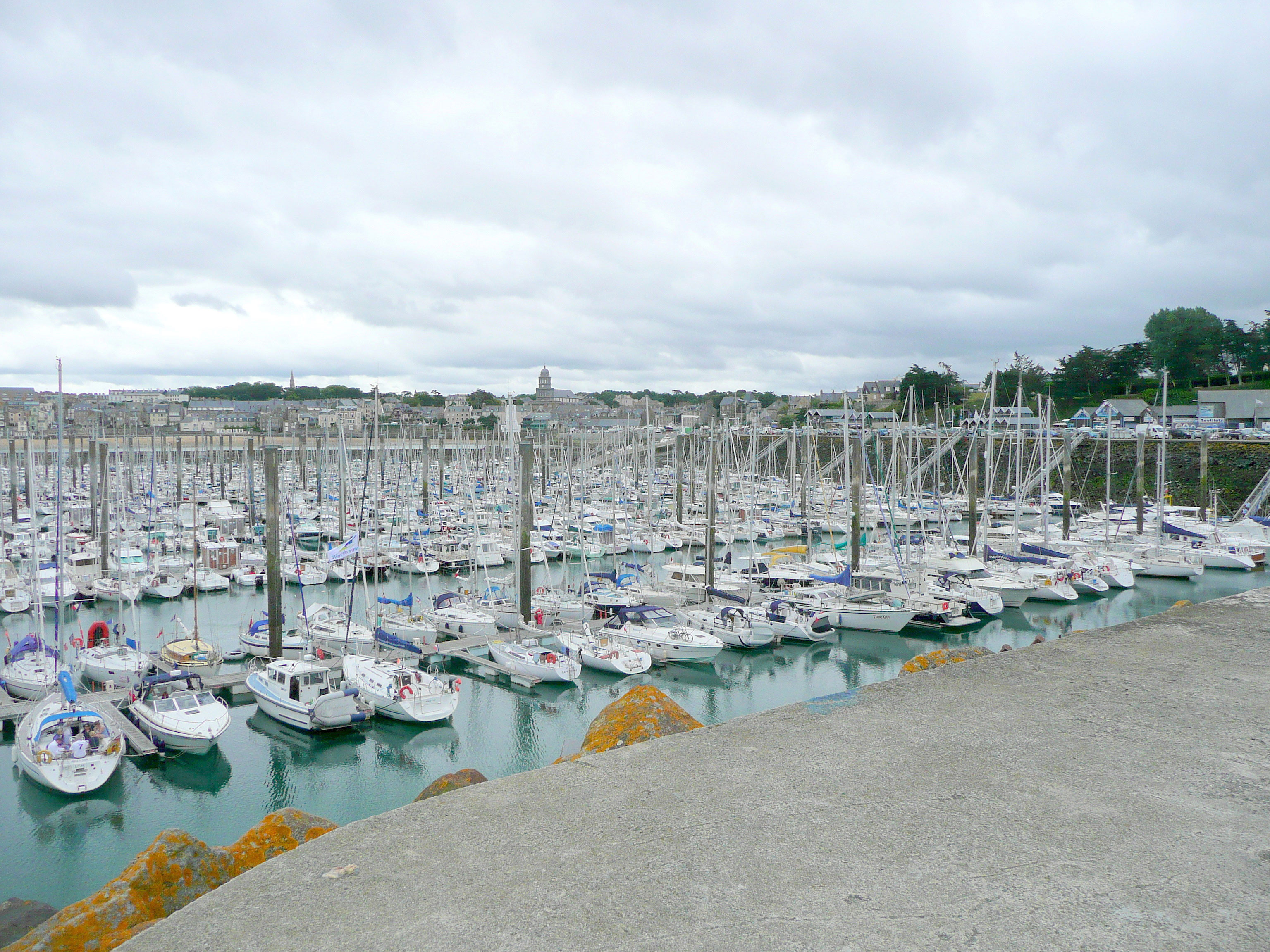
Port des Sablons, vue depuis la digue

Le port des Sablons est situé dans le quartier de Saint-Servan. Ce bassin à flot comporte 1 200 places dont 70 sont réservées aux visiteurs. Un seuil de sonde: 2 (deux mètres au dessus du zéro hydrographique) retient les eaux à basse mer (le marnage approchant les 14 mètres aux plus grandes marées).

## Projets
Quai Charcot : la région Bretagne qui est gestionnaire du port de Saint-Malo a réalisé la construction du quai Charcot en 2009 sur le port de Saint Malo afin de développer l'export d'agroalimentaire.

## Galerie

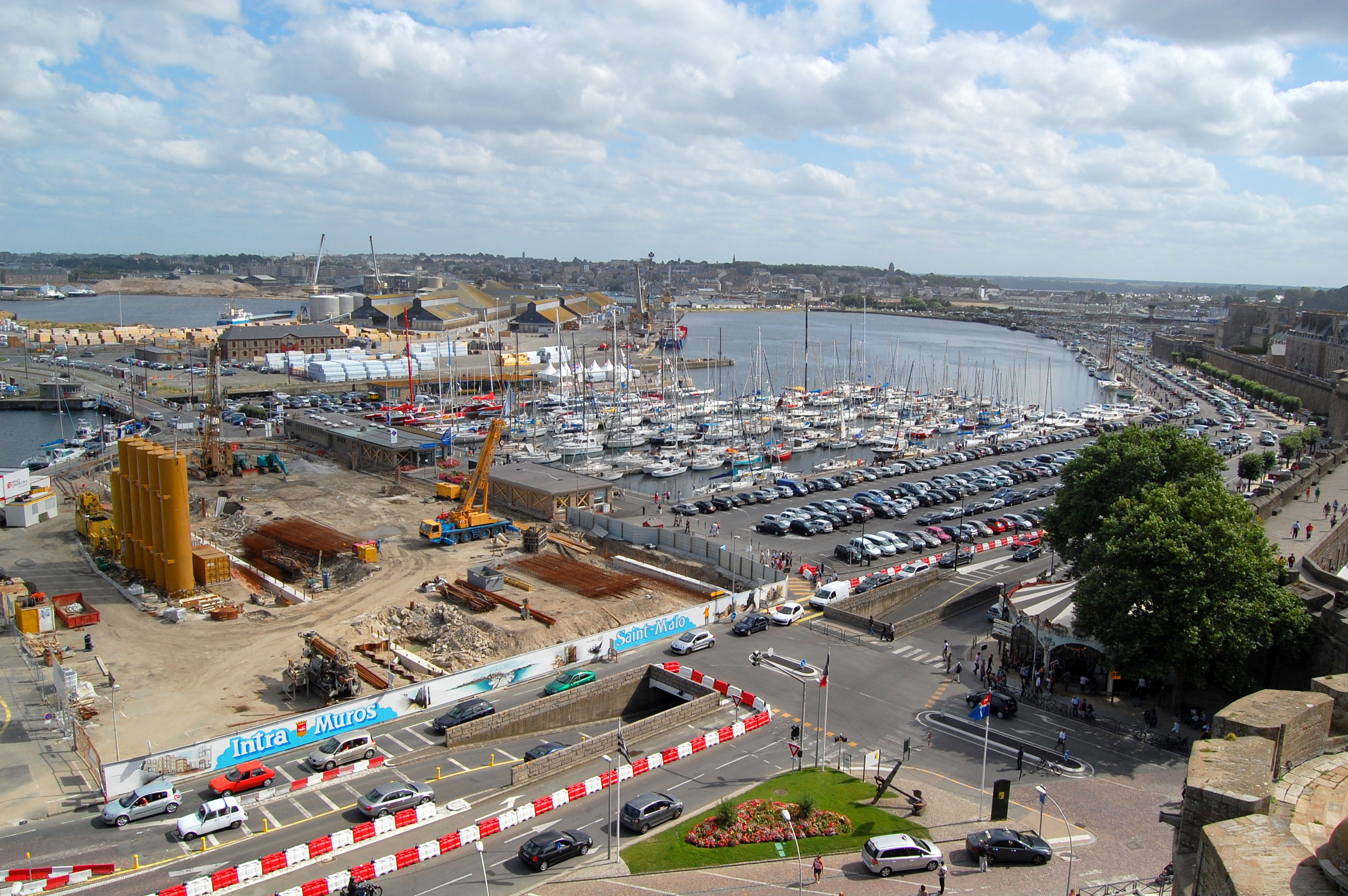
Bassin Vauban du port à flot
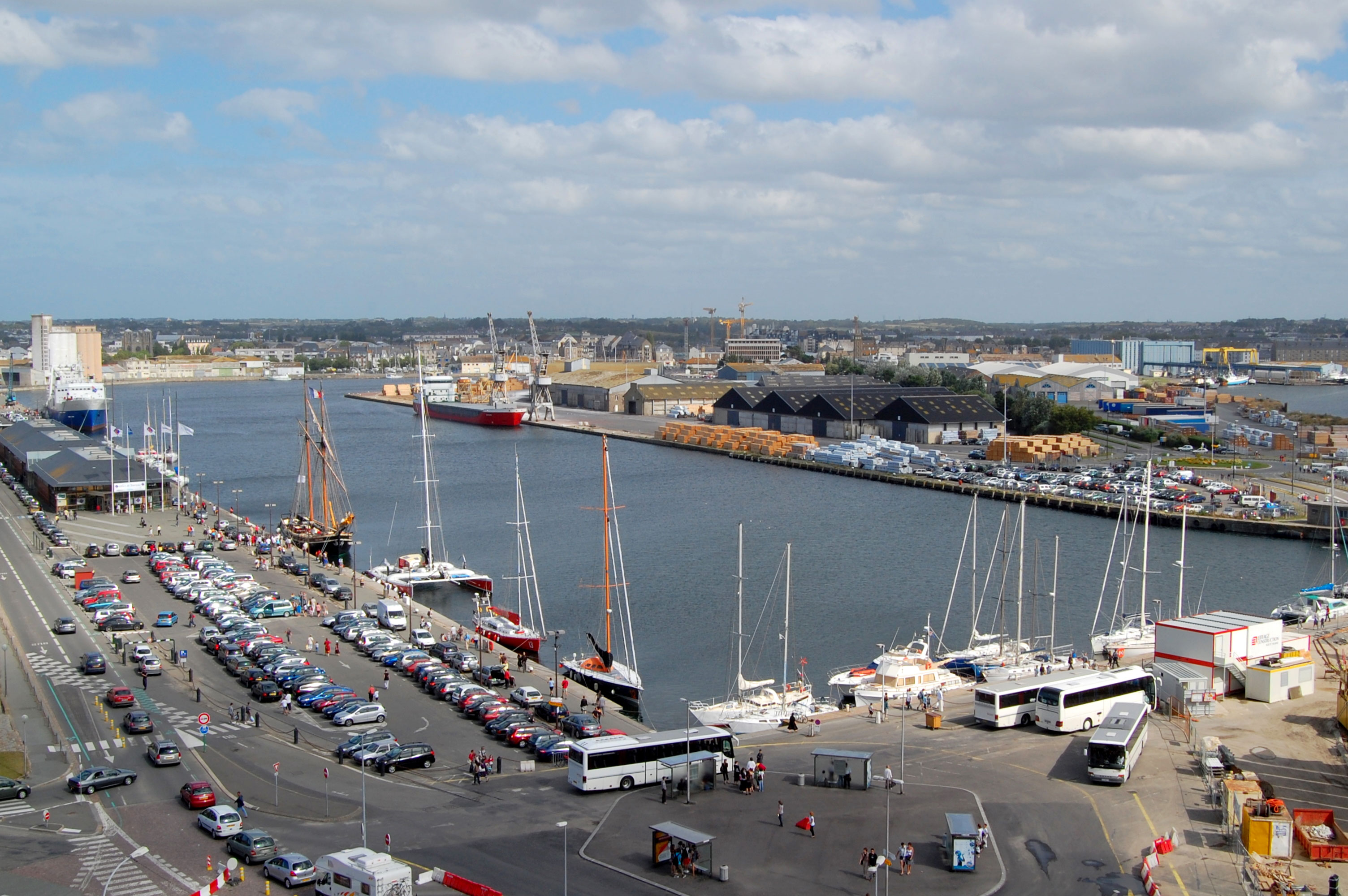
Bassin Duguay Trouin du port à flot
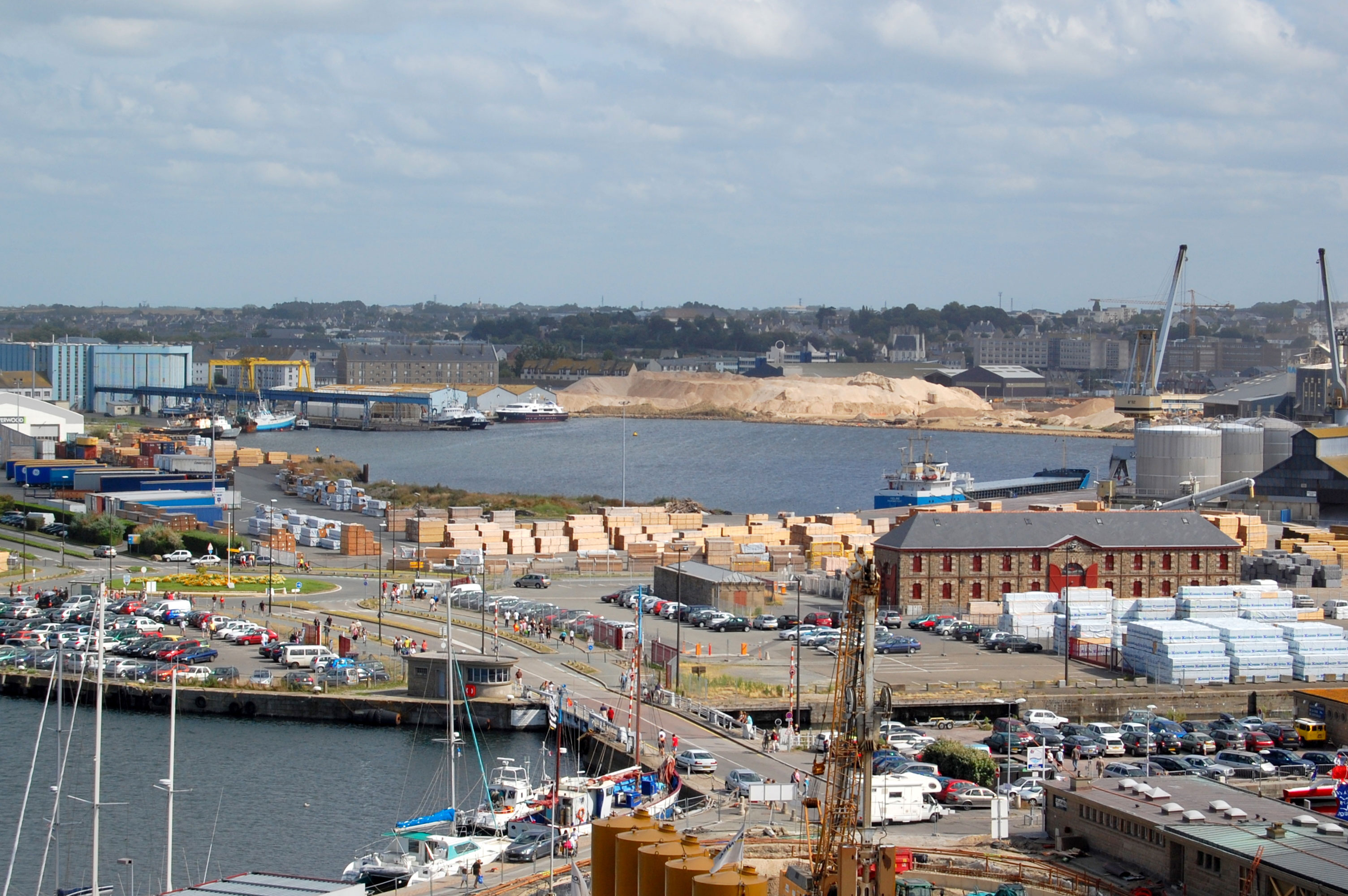
Bassin Jacques Cartier du port à flot
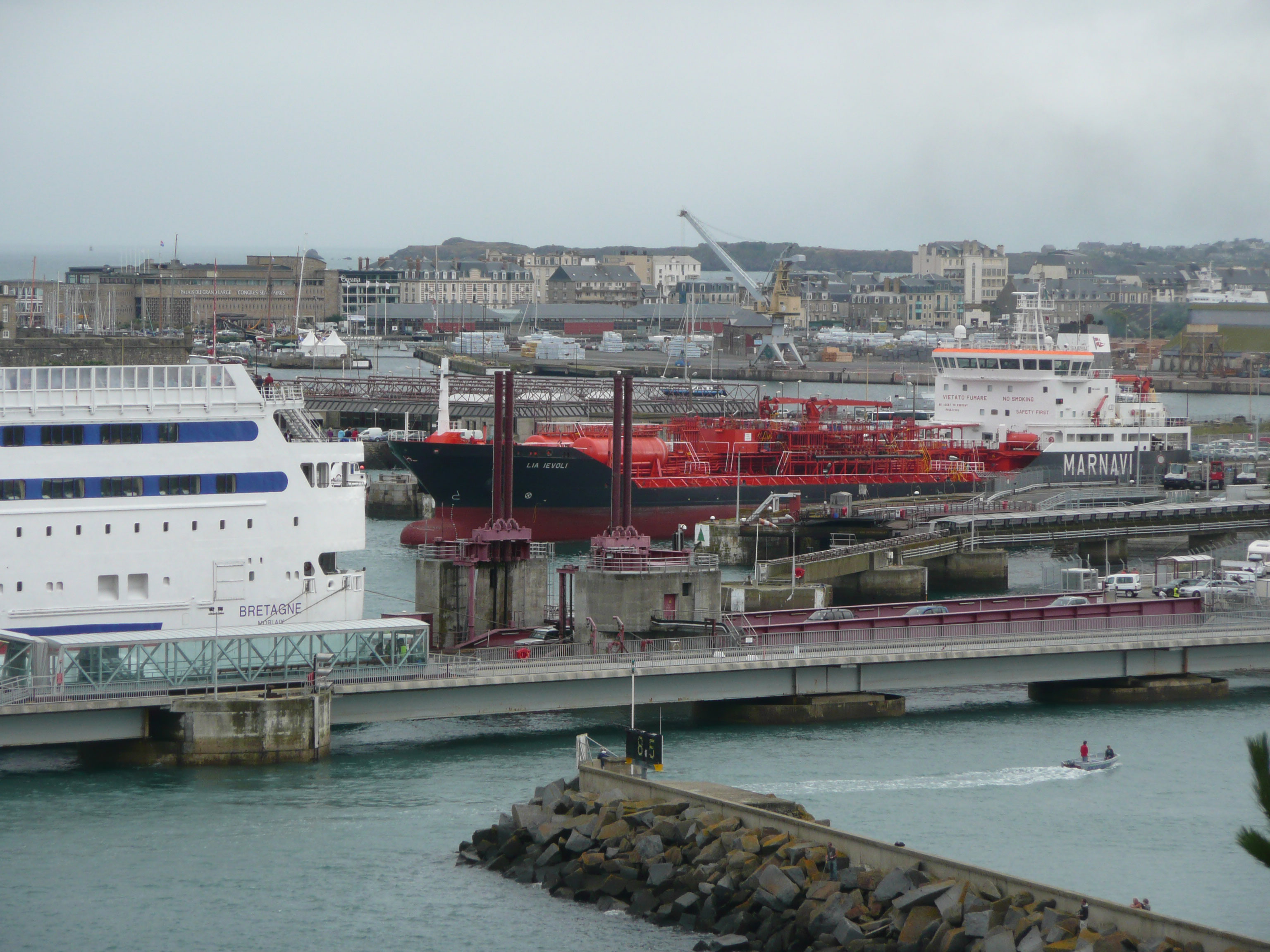
Cargo sortant du bassin à flot par l'écluse
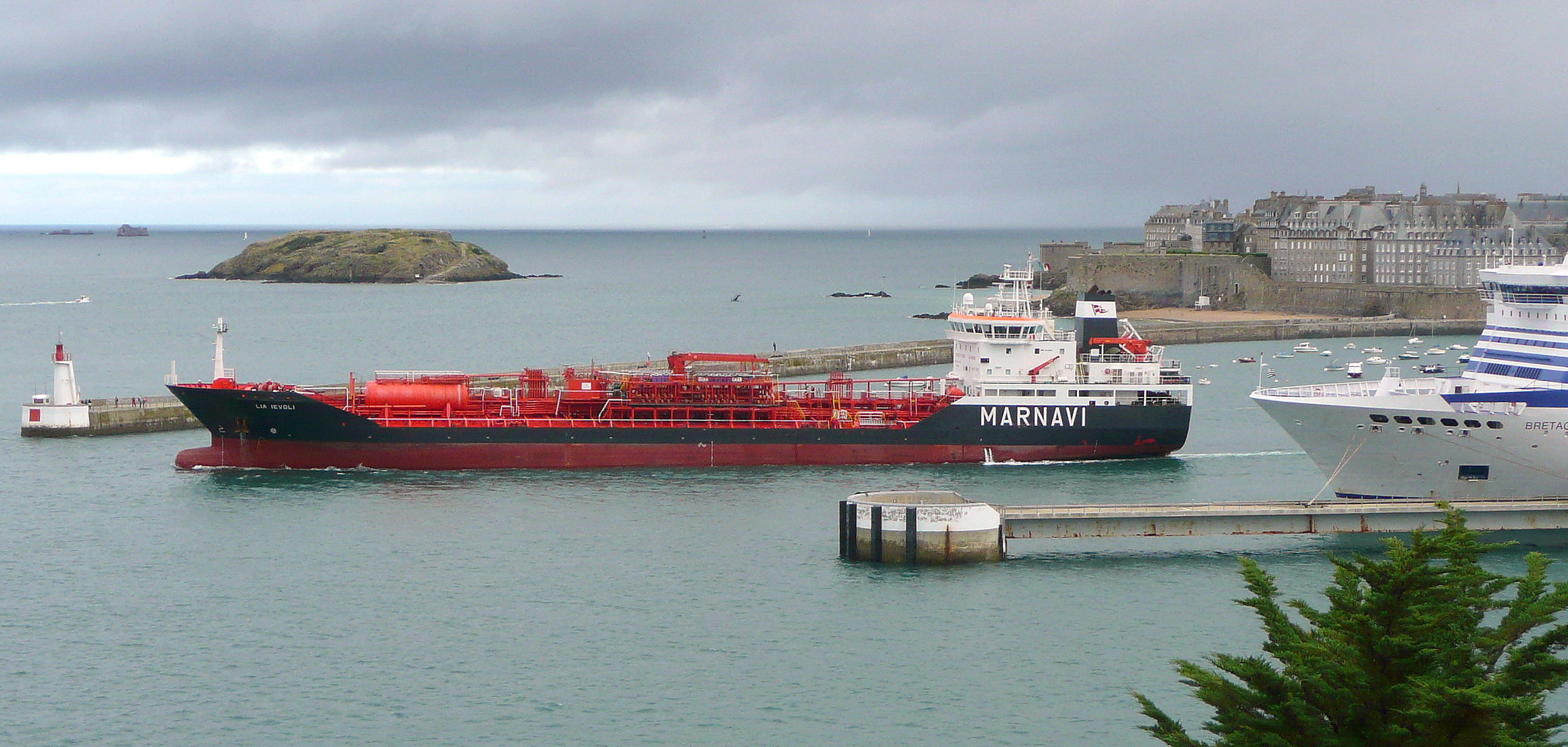
Un chimiquier quitte le port
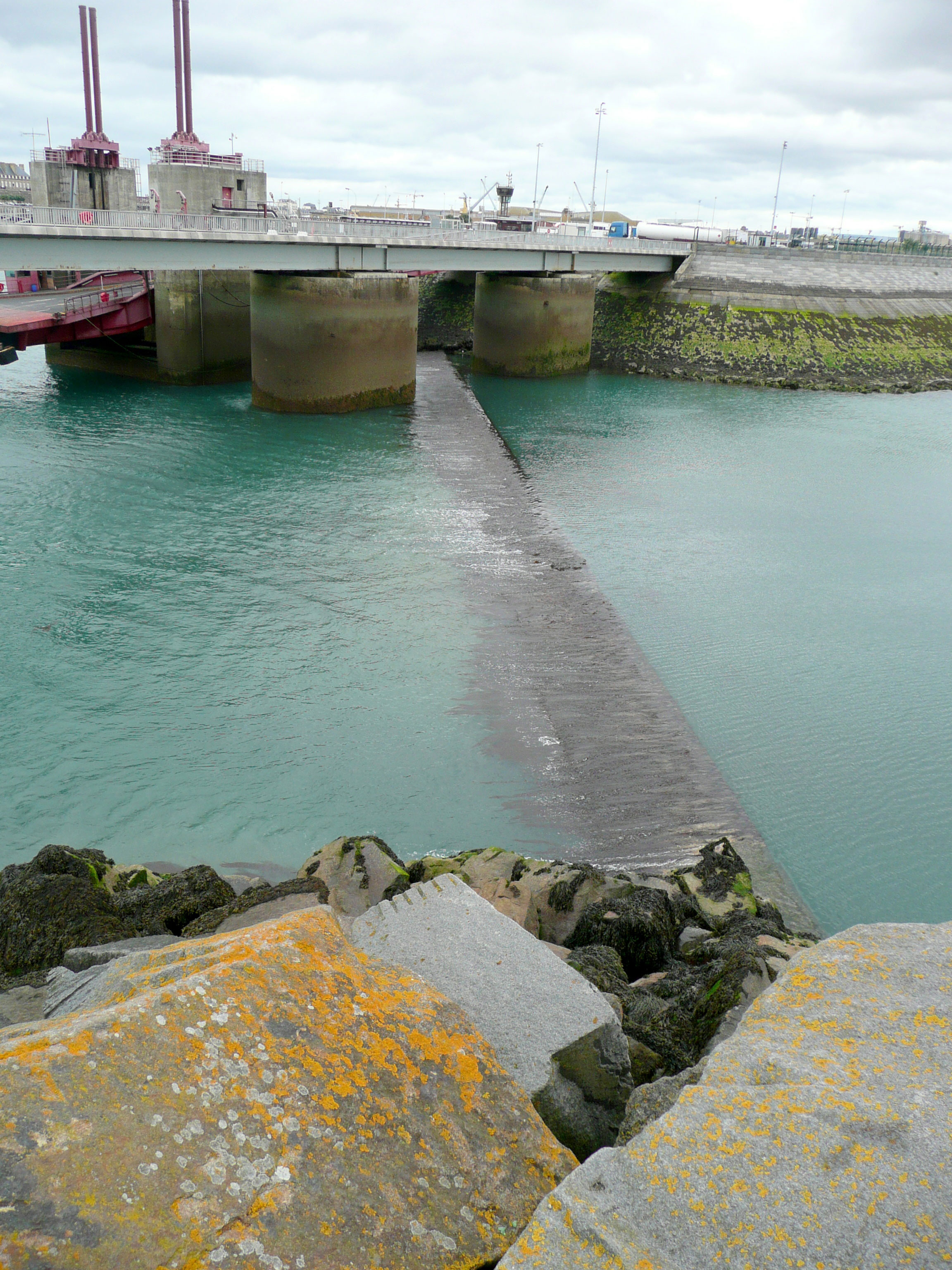
Le seuil de retenue (de sonde 2) du port des Sablons émerge à marée basse